# シクロブタノン
シクロブタノン（英語:Cyclobutanone）とは、化学式C4H6Oで表される有機化合物であり、四員環の環状ケトンである。高い揮発性を持った環状ケトンであり、常温で安定な液体である。
日本では消防法で定める第4類危険物 第1石油類に該当する。

## 合成法
1905年にロシアの化学者であるニコライ・キッシュナー（英語版）によって、初めてシクロブタノンの合成法が報告された。キッシュナーは、低収率ながらシクロブタンカルボン酸から数段階を経てシクロブタノンを合成した。ただし、この合成法は非効率であり、現在は用いられていない。

シクロブタンカルボン酸を用いたシクロブタノンの合成

より収率が高く、効率的な合成法が開発されている。一つの手段としては、5つの炭素を持つ化合物の分解反応を用いる手法であり、先述したシクロブタンカルボン酸の酸化的脱炭酸反応において、より効率的な方法が報告されている。ところが、より効率的なシクロブタノンの合成法が、アーヘン工科大学のP. Lipp と R. Kösterによって報告された。それは、ジエチルエーテル溶媒中で、ジアゾメタンとケテンを反応させる手法である。当反応において中間体としてシクロプロパノンが生成し、こちらがさらにジアゾメタンと反応して環拡大反応を起こすことによりシクロブタノンが生成する。反応機構は、14Cでラベルしたジアゾメタンを用いることで解明された。

ジアゾメタンとケテンを用いたシクロブタノンの合成。中間体としてシクロプロパノンを経由する。

他の合成法としては、リチウムを触媒としたオキサスピロペンタンの転位反応を用いた方法が挙げられる。オキサスピロペンタンはメチレンシクロプロパン（英語版）のエポキシ化により容易に合成できる。

オキサスピロペンタンの転位反応を利用したシクロブタノンの合成

また、1,3-ジチアンを1-クロロ-3-ブロモプロパンでジアルキル化して、塩化水銀(II)（HgCl2）と炭酸カドミウム（CdCO3）を用いて脱保護を行った際にも生成する。

## 反応
350℃で加熱すると、ケテンとエチレンに分解する。[2+2]逆環化に必要な活性化エネルギーは52kcal/molであるが、ケテンとエチレンの環化反応は未だに観測されていない。

シクロブタノンの分解反応